# Pápa
Pápa (tyska: Poppa) är en stad i provinsen Veszprém i Ungern. Staden har 29 387 invånare (2021), på en yta av 91,74 km². I närheten av Pápa ligger en flygbas.